# Phuparash
Der Phuparash (englisch Phuparash Peak) ist ein Berg im westlichen Karakorum im pakistanischen Sonderterritorium Gilgit-Baltistan.

## Lage
Der Phuparash befindet sich in den Rakaposhi-Haramosh-Bergen. Der Berg besitzt eine Höhe von 6574 m und ist Teil eines Bergkamms, der den westlich gelegenen Diran mit dem östlich gelegenen Malubiting verbindet. Der Miar Chhish befindet sich 6 km weiter westlich. An der Südflanke strömt der Phuparashgletscher in südwestlicher Richtung. Am Nordhang befindet sich der Miargletscher, ein Tributärgletscher des Barpugletschers.

## Besteigungsgeschichte
1977 gelang einer britischen Expedition die Erstbesteigung des Phuparash. 
Am 18. August erreichten John Burslem, John Whittock und Dave Robbins über den Südgrat im Alpinstil den Gipfel.